# Verhältnisskala
Die Verhältnisskala, auch Rationalskala, Ratioskala oder Proportionalskala genannt, ist das höchste Skalenniveau in der Statistik. Bei ihr handelt es sich um eine metrische Skala, im Unterschied zur Intervallskala existiert jedoch ein absoluter Nullpunkt (z. B. Blutdruck, Temperatur in Kelvin, Lebensalter). Einzig bei diesem Skalenniveau sind Multiplikation und Division sinnvoll und erlaubt. Verhältnisse von Merkmalswerten dürfen also gebildet werden (z. B. {\displaystyle x=\alpha y} für eine Zahl {\displaystyle \alpha } und Merkmalswerte {\displaystyle x,y}).

## Beschreibung
Auf einer Verhältnisskala / Rationalskala werden Merkmalsausprägungen eingetragen, für die Folgendes gilt:
- Merkmalsausprägungen werden als Zahl dargestellt
- für die Zahlenwerte existiert ein natürlicher Nullpunkt und
- die Maßeinheit ist willkürlich definiert (vgl. Absolutskala)

Bei Verhältnisskalen entsprechen die Zahlen der Stärke der Merkmalsausprägungen. Zulässige Aussagen sind z. B. „Herr X ist um 15 % gewachsen“.

## Beispiele
| Merkmal                     | Einheiten (Beispiele)                | Nullpunkt           |
| --------------------------- | ------------------------------------ | ------------------- |
| Thermodynamische Temperatur | Kelvin, Rankine                      | absoluter Nullpunkt |
| Zeitdauer                   | Sekunde, Minute, Stunde, Tag, Jahr   | keine Dauer         |
| Masse                       | Kilogramm, Tonne, Pfund, Sonnenmasse | keine Masse         |
| Preis                       | Euro (€), Dollar ($)                 | kostenlos           |
| Entfernung                  | Meter, Meile, Lichtjahr              | keine Entfernung    |
| Geschwindigkeit             | m/s, km/h, mi/h, Knoten              | Stillstand          |

Die Temperatur in Grad Celsius ist hingegen keine Verhältnisskala. Ihr Nullpunkt ist willkürlich festgelegt (ursprünglich beim Gefrierpunkt von Wasser) und kann auch negative Werte annehmen. Daher ist z. B. 20 Grad Celsius nicht „doppelt so warm“ wie 10 Grad Celsius.
Das Lebensalter in Jahren ist zwar grundsätzlich eine metrische Variable und auf einer Ratioskala abtragbar, aber bei den Lageparametern ist zu berücksichtigen, dass es sich anders als bei den meisten Messgrößen üblicherweise um vollendete Lebensjahre handelt, also alle Angaben auf Ganzzahlen abgerundet sind, weswegen bspw. der Mittelwert nur in derselben ganzzahligen Größenordnung angegeben werden kann bzw. für die Berechnung alle Werte um die statistische Abweichung von 0,5 Jahren erhöht werden müssen.

## Mögliche Operationen
Mit Merkmalen, die auf einer Verhältnisskala messen, lassen sich folgende Operationen durchführen:
- Vergleiche auf Identität
- Größenvergleiche
- Additionen, Subtraktionen
- Multiplikationen mit einer Zahl (das Ergebnis ist ein Merkmalswert), Division zweier Merkmalswerte (das Ergebnis ist eine Zahl)

## Erlaubte Transformationen
Zulässig sind multiplikative Transformationen der Art {\displaystyle y=\alpha x} mit {\displaystyle \alpha >0}.